# ایل کلیایی
ایل کلیایی (کۆلیایی / Kulyayî) از ایل‌ها و طایفه‌های مردم کرد است.
در باب خاستگاه مردمان کلیایی نظرات مختلفی وجود دارد. اما بر پایه اطلاعات تاریخی، مردمان کُرد که از منطقه کُردستان که در زمان سلسله آشوریان به برای حفاظت از سلسله در تمام مناطق زاگرسی و البرزی پراکنده داده شدن 
وبا توجه به تصور زندگی ایل و کوچ نشینی جنگاوری آنها اسکان دائمی کلیایی‌ها ناشی از یک مرحلهٔ یکجانشینی مربوط به آشوریان و بعد ها در عهد ساسانیان، افشاریان و زندیان بوده‌است . سکونت در زمان صفویه بعد از استیلای دولتهای عثمانی و صفویه و تداوم کوچ نشینیِ ایل با توجه به جنگهای این دوَل و دست به دست شدن مناطق کردستان بین آنها. نظر دوم استقرار قطعی در دوره افشاریان یا زندیان است. 
در تواریخ صفویه به آن شکل از سنقر و کلیایی نیامده. تنها در موارد محدود به نام سنقر اشاره شده است ازجمله اشاره به واگذاری حکومت سنقر، صحنه و هرسین و کلهر به یکی از خوانین زنگنه کرده.
در عصر صفوی بیشتر نام ایل زنگنه که مورد احترام صفویان و عمال حکومت در کرمانشاهان بوده اند بر سر زبان بوده. 
در عین حال طایفه‌های غیر کلیایی در غرب و جنوب شهرستان کنونی سنقر و کلیایی ساکن اند.
مناطق دیگر شهرستان شامل فعله گری یا فیله کری در شمال و ورمزیار در شرق شهرستان و در روستای پارسینه هستند. برای مثال در سفرنامه ناصرالدین شاه به عراق و اماکن مقدسه و به هنگام عبور از منطقه اسدآباد آمده است: از دور کوه سنگی پیدا بود موسوم به امروله. پشت این کوه بلوک افشار طایفه ورمزیار است. از پشت آن کوه دیگری پیداست موسوم به دال خانی که در دماغه آن قصبه سنقر کلیایی است که جز کرمانشاهان است. ( قسمتهایی از منطقه کلیایی مثل روستاهای حبشی و سلیمانشاه وقلعه جوق و سورناباد و سراب و... به یکی خواهر زاده ناصرالدین شاه واگذار شده بود که همان موقع برای بسیاری از شهروندان آنجا نام خانوادگی فرحناکی را انتخاب نموده ) دو قریه که در کنار از خالصه نهاوند دیده شد ده پیر و ده لر است.... پشت کوه‌های لرستان است و آن طرف کوه‌های به سمت راست کلیایی و خدابنده لو!!. 

## مردم‌شناسی

### زبان
کلیایی گویشی از زبان کردی است که به عنوان یکی از گویش‌های کردی مرکزی دسته‌بندی شده و در میان ایل کلیایی تکلم می‌شود.
کردی کلیایی زبان اصلی ایل کلیایی است و در بخش بزرگی از استان کرمانشاه و مناطقی از استان‌های کردستان و همدان تکلم می‌شود. اصلی‌ترین مرکز تکلم کردی کلیایی، شهرستان سنقر و کلیایی در استان کرمانشاه است. بخش بیلوار در استان کرمانشاه. این گویش همچنین در شرق شهرستان کامیاران، جنوب شهرستان قروه در استان کردستان و دهستان کلیایی در غرب شهرستان اسدآباد ،استان گیلان ،استان همدان نیز به کار می رود
گویش کلیایی با گویش کردی صحنه و کنگاور ( کردی صحنه ای ) ، گویش کردی کرند، کردی کلهری و نیز کردی گروسی تفاوت دارد و ویژگی‌های کردی کلیایی با کردی سورانی مشترک است. بسامد واژه‌های مشترک با کُردی مرکزی به‌ویژه کُردی اردلانی ناحیه ییلاق در کُردی کلیایی بالا است
در کردی کلیایی همانند کردی سورانی در هنگام صرف فعل حال و گذشتۀ استمراری پیشوند /ئه/ استفاده می‌شود.به همین دلیل در گروه گویش‌های کردی مرکزی رده بندی می‌شود.
گویش کلیایی یکی از گویش‌های کردی مرکزی است.

### آداب و رسوم
رسوم مختلف مناطق کردنشین به یکی از مراحل یا پدیده‌های تاریخی پیوند دارد. مردمان کلیایی از نژاد موسوم به آریایی، زبان آنان کردی، دین زرتشتی و بعد از حمله اعراب اسلام و شیعه و سنی می‌شوند. جشن‌هایی که در میان آنان مرسوم است در برگیرندهٔ جشن‌های مذهبی، ملی و باستانی است که ریشه در باورهای کهن مردم داشته و اغلب تاریخی و پاره‌ای اسطوره‌ای است. از مراسم رایج در میان کردان می‌توان به شادی‌ها، عزاداری و مراسم عروسی با رقص کردی «هه‌لپه‌رکه» اشاره کرد. هم چنین مراسمی نظیر جشن آغاز سال، چهارشنبه‌سوری و اعیاد مذهبی برگزار می‌گردد.

### رقص‌ها و آیین‌ها
رقص کردی «هه‌لپه‌رکه» در منطقه کلیایی رقص کردی بخشی از آیین‌های نمایشی کردها است که به صورت گروهی مرکب از رقصندگان زن و مرد اجرا می‌شود. واژهٔ «هه‌ڵپه‌ڕکه» که از کلمهٔ «ههڵپهڕ» به معنی «جنبش و تکان و در اصل به معنی حمله کردن» مشتق شده و از گذشته‌های دور به یادگار مانده‌است و چیزی فراتر از رقص عادی می‌باشد. رقص کردی یکی از سنت‌های دیرینه و یادگارهای ارزشمند سرزمین ایران است، که در میان اکراد هم چنان محفوظ مانده‌است.
خیام در کتاب «نوروزنامه» خود می‌نویسد:
«فریدون کرد» روزی که «ضحاک» را اسیر کرد و ایران را از شر او نجات داد مردم آن روز را جشن گرفتند و این دلیل مهم دیگری بر یکپارچگی آن مردم و جشن دسته جمعی در میا ن آنان می‌با شد.
«کوبیدن پا بر زمین» به این معنی است که این «خاک وطن من» است و «هه‌را»ی هنگام مراسم در حین حرکات به منظور «ترساندن دشمن» است و هم چنین «نشستن» در هنگام رقص نشانه «تسلیم برای جمع منفور» است.
انواع رقص‌های کردی در منطقه کلیایی عبارتند از:
- دودستماله: در شکل غنایی رقص و برای افزودن بر شور رقصندگان و ناظران به‌طورمعمول رقصنده اول سَر چُوپی با دو دستمال رنگی به انجام حرکات نمایشی فردی می‌پردازد و توانایی و تبحر خود را در رقص به نمایش می‌گذارد. به این نوع رقص دو دستماله می‌گویند که بیشتر در منطقه کرمانشاه رواج دارد.
- گریان (کلیایی‌ها به آن پاوه‌به‌رپا می‌گویند): گه‌ڕیان یا گَریان به معنی گشتن است؛ گهڕیان دارای دو شکل روستایی و شهری می‌باشد که تفاوت‌هایی در ریتم دارند. این رقص نرم و آهسته و با ظرافتی خاص شروع شده و به تدریج ریتم سریع تری می‌یابد. به‌طورمعمول در فاصلهٔ دو رقص سریع و برای استراحت رقصندگان اجرا می‌شود و بیشتر شکلی نمایشی از راه رفتن است. این رقص، رقصندگان را برای رقص‌های پرتحرک تر بعدی آماده می‌کند. به‌طور تقریبی در کل مناطق کردنشین ملودی این رقص شکلی یکسان دارد.
- پشت پا: پشت پا به مراتب ریتم سریع تری نسبت به گریان (پا وه به ر پا) دارد و در بیشتر مناطق کردنشین رقص سنگین و باوقار و ویژه مردان می‌باشد رقص پشت پا همان‌طور که از نامش پیداست انسان را به هوشیاری و به‌کارگیری تجارب می‌خواند تا مبادا شخص در زندگی از کسی پشت پا بخورد.
- چه‌پی: چه‌پی به معنای از چپ می‌باشد؛ ملودی این آهنگ با وزن دوتایی اجرا شده و در بیشتر مناطق کردنشین به‌طور تقریبی به یک شکل اجرا می‌شود. در رقص چپی قسمت چپ بدن تحرک بیشتری یافته و از خمودگی خارج می‌گردد.
- خانه میری: خانه میری یا خان امیری ویژه خوانین بوده که آن را در پشت بام‌ها به سبک آرام و ملایمی برگزار می‌کردند که تداعی‌گر پیروزی است.
- چه‌مه‌ری: چه‌مه‌ری هنگام غم و مرثیه اجرا می‌شود.[۶]

### پوشش
لباس بومی مردم منطقه کلیایی لباس کردی است. در میان مردها شلوار کردی (جافی) و کفش کردی (کلاش) و دیگر بخش‌های پوشش کردی رواج دارد. لباس زنان کلیایی نیز لباس زنانۀ کردی بوده‌است. زنان پوشش سر را «سه‌روین» می‌نامند. با این حال اکنون لباس و پوشش غربی همانند سایر شهرهای ایران رواج یافته‌است. پوشش خوانین کلیایی به‌ویژه طایفه بیگوند، در عهد قاجار ترکیبی از لباس رسمی قجری و دستار کردی می‌باشد. پوشش کلیایی‌ها بی شک بی شباهت به پوشش سایر ایل‌های کرد کرمانشاهان نبوده‌است. «قدیمی‌ترین لباس محلی کرمانشاه از جنس نمدی است که شاید قدمت چند هزار ساله دارد و از شواهد برمی آید که پیشینه استفاده از این لباس‌ها به زمان دامپروری و غارنشینی برسد. این لباس محلی قدیمی‌ترین لباس در مناطق عشایری است که در انواع کرک، فرجی و کله بان است و در گذشته بلندی و کوتاهی این لباس نشان دهنده جایگاه فرد در جامعه بوده‌است. کلاهی که مردان کرد در قدیم می‌پوشیدند شامل گه گور، نمدی و دست چن بود. گه گور کلاهی شبیه کلاه‌های دوره قاجار است که دور آن را با بندی می‌پیچند. کلاه نمدی از نمد درست می‌شود و کلاه دست چن، سوزن دوزی می‌شود. کمربند لباس‌های کردی از جنس چرمی و پارچه‌ای است و بستن این کمربند آدابی به همراه داشته‌است.
قدمت استفاده از شلوار کردی (شلوار جافی) به دوران اشکانی می‌رسد و این نوع شلوار بر سنگ نگاره‌های مجموعه جهانی بیستون حجاری شده‌است. لباس بانوان شامل سربند، کلاه، کمرچین، پیراهن، جلیقه و شلوار است. پوشش سربند بانوان کرد در کرمانشاه ۳ نوع است که شامل کت، گل ونی و سرون می‌شود و زنان و دختران براساس سن و جایگاه یک نوع از این سربندها را به سر می‌بندند. گل ونی به خاطر وجود رنگ‌های شاد، ویژه دختران جوان است و خانم‌های میان سال از سربندهایی به رنگ تیره و قهوه‌ای استفاده می‌کنند. [۶]

## تاریخچه
تاریخ سنقر کلیایی، از زمان کشمکش‌های بین جانشینان نادرشاه افشار بر سر حکومت ایران بزرگ، تصویر روشن تری نسبت به دوران قبل از آن دارد، به عبارت دیگر مستندات قابل توجهی برای درک تاریخ سنقر و کلیایی قبل از این تاریخ وجود ندارد. با این وجود، تلاشهایی برای نمایاندن تاریخ کلیایی قبل از زندیان ارائه شده‌است که چکیده آن تا زمان علیمراد خان بیگوند کلیایی این‌گونه است: «ایل بیگوند به پاس وفاداری به خاندان صفویه زمانی که علیمردان خان و ابوالفتح خان بختیاری با کریم خان زند پیوند مثلث کرد و لُر را در دفاع از بازماندگان صفوی (شاه اسماعیل سوم) به وجود آوردند قدم ارادت پیش نهادند و در اردوی نوین زندیه ادغام شدند. ایل بیگوند که از آغاز قیام شاه اسماعیل صفوی در این طریق سر سپرده بودند به همین مناسبت در مآخذ تاریخی دوره صفویه چون سایر ایل‌های سرسپرده تحت عنوان قزل باش و در دوره نادری با نام اردوی شاهی و امثالهم و در زمان ظهور زندیه، ایل‌های وند یا سپاه هزارة زند نامیده می‌شدند و لشکر فراوان زند متشکل از همین ایل‌های متحد بودند وگرنه ایل‌های زندیه خود شاید بیش از دویست سوار نداشتند.

### دوران صفوی
در مقطعی، سلطان سلیم عثمانی (۹۲۶–۹۱۸هـ. ق =۱۵۲۰–۱۵۱۲م) بیش از چهل هزار نفر از طرفداران شاه اسماعیل صفوی (شیعیان) را از دم تیغ گذراند، خلیفه و نماینده او را از زندان درآورده و با نامه‌ای به فارسی تحت عنوان (بیا و بگو آنچه را دیده‌ای) برای شاه ایران فرستاد. نفوذ علمای عثمانی در مناطق غربی ایران بزرگ و عملکرد حوزه‌های قدرتمند علوم دینیه شافعی که امور مذهبی استان کردستان کنونی را در دست داشت و جزئی از سرزمین پهناور کردنشین ایران را تشکیل می‌داد موجب گردید که امرا و علما و اهالی آن سامان خط مشی شاه اسماعیل را نپذیرفته و بنابراین تمامی مسیر و مقصد کوچ ایل بیگوند را برای همیشه از طرف شمال محدوده زیستی سد کردند، پس توجه ایل کلیایی به جانب جنوبی زیستگاه کلیایی معطوف شد. ایل بزرگ زنگنه نیز در این زمان به پشتیبانی از نهضت نوپای شاه اسماعیل آغاز کوچی فراگیر را به منطقه کرمانشاهان نهاده بود. ایل بیگوند و زنگنه از لحاظ سیاسی و اجتماعی بافتی هماهنگ و ارتباطی منسجم داشتند که ناشی از اشتراک عقیده در مسئله پیوستن به شاه اسماعیل و پذیرفتن مذهب تشیع بود.
از این زمان حرکت‌های تاریخی ایل موسیوند کلیایی در مناطق مختلف ایران مرکزی و فارس و خراسان و افغانستان برای دفاع از استقلال و تمامیت ارضی ایران آغاز گردید و به پاس این پشتیبانی و طرفداری املاک وسیع و حاصلخیز منطقه کلیایی در مقابل آنچه که در زیستگاه زمستانی در شمال کردستان و سلیمانیه و خانقین در عراق کنونی از دست داده بودند به آن‌ها واگذار گردید. توجه بیش از حد والیان اردلان و امرای ترک (عثمانی) در ماورای دیاله به منطقه کلیایی موجب گردید که موسیوند ها تا اوایل دوره افشاریه (۱۱۴۸ هـ. ق) و یکپارچگی ایران بزرگ، یاسای ایلی را در پیش گرفته و بر دوش اسب در سپاه قزلباش روزگار بگذرانند و در این دوران، حکومت منطقه کلیایی که شامل ایل و مرکز و اهالی ثابت (دهقانان) است در تواریخ و مآخذ با عنوان سنقر یاد شده‌است. در زمان شاه صفی (۱۰۳۸ – ۱۰۵۲ هـ. ق) حکومتی به نام سنقر (ایل موسیوند) و کلهر در این ناحیه ایجاد و به خوانین زنگنه تفویض شد زیرا سران زنگنه شاهرخ بیگ و شیخعلی خان فرزندان علی بیگ (آلی بالی بیگ) مورد توجه دربار صفوی بودند و شاهرخ بیگ زنگنه به این مقام منصوب گردید.

### پس از دوران کریمخان
پس از مرگ کریم خان زند به سال ۱۱۹۳ ق در شیراز، خاندان زند و متحدین آن‌ها به سبب عدم لیاقت بازماندگان او دچار هرج و مرج و آشفتگی و اختلاف آرا شدند، به‌طوری‌که در همین سال چهار تن از سران زندیه، ابوالفتح خان، علی مرادخان، محمدعلی خان و صادق خان (۱۱۹۳ – ۱۱۹۶) یکی پس از دیگری بر سریر سلطنت تکیه زدند و تنها وفای به عهد متحدین زندیه (ایل‌های وند) و علاقة آنان به ایران و استقلال آن بود که بازماندگان کریم خان را تنها نگذاشتند. در این مقطع علی همت خان بگوند کلیایی به همراه ایل مافی به لطفعلی خان زند پیوست چونکه در گذشته از طرف پدرش جعفرخان زند حاکم کازرون شده بود. در این دوران الله قلی خان زنگنه که برای تصاحب تاج و تخت ایران چیزی کم نداشت به دعوی سلطنت افتاد. او به جای عملکرد سیاسی و ایجاد اتحاد و همبستگی با همسایگان به تحریک محمد رشید بیگ وکیل کردستانی برای سرکوبی خسروخان اردلان که با‌وجود نظر خان زنگنه از در مسالمت درآمده و اظهار اطاعت می‌کرد مصمم به حمله بر سنندج و محال اردلان گردید. ایل بیگوند آن عده که در کرمانشاهان مانده بودند و ریاست آن‌ها با نصیر خان بیگوند کلیایی برادر علی همت خان بیگوند بود؛ در راه هدف الله قلی خان به امید به سلطنت رسیدن زنگنه پس از زندیه با او هم داستان شدند؛ اما هیچ‌گاه پیروز نشدند و مقدر نبود. آن طور که در متن تواریخ دربارهٔ این مسئله آمده‌است با هیچ عقل و منطقی، شکست اردوی بیشمار الله قلی خان زنگنه با امکانات بیش از حد تصور آن، از سپاه اندک خسرو خان اردلان قابل تصور نبود اما خسرو خان با تمام کمبودها پیروز گردید و صاحب همه چیز شد.
صاحب تحفه ناصری در برخوردهای نصیرخان بیگوند کلیایی در این نبرد می‌نویسد: خسرو خان، خان احمد خان پسرش و میرزا یوسف وزیر را با دویست سوار ابوابجمعی به پیش قراولی مأمور نموده و از آن طرف الله قلی خان زنگنه هم محمد رشید بیگ وکیل و نصیر خان کلیایی و هزار سوار آزموده را از جلو اردو فرستاده از قضا نیمی از شب گذشته پیش قراولان هر دو لشکر به هم برخورده خان احمدخان و میرزا یوسف با نهایت جلادت و مردانگی بر آن‌ها حمله آورد جمعی را مقتول و زخمی و برخی را اسیر کرده بقیه سواران زنگنه تاب مقاومت نیاورده به جانب اردوی الله قلی خان رفتند. در صف آرایی دو سپاه در روز بعد، الله قلی خان نظر به سستی سپاه کردستان کرده، با دو هزار سوار پیش آمده و به محمد رشید بیگ و نصیر خان کلیایی اجازه داد که بر سپاه والی حمله ببرند، وکیل و نصیر خان متهورانه به سپاه کردستان یورش برده، خان احمدخان و … که در رشادت و دلیری همسر نداشته با سواران جمعی خود برگشته و قدم به میدان جانبازی گذاشته به قشون الله قلی خان حمله برده جمعی را قتیل و بعضی را دستگیر و بقیه را مغلوب و منهزم نمودند؛ الله قلی خان نیز با تمام رشادت توسط یکی از افراد عادی سپاه خسرو خان دستگیرشده و سرش از تن جدا می‌گردد. محمد رشید بیگ و نصیر خان نیز اسیر می‌شوند. پس از این واقعه کلیایی و سراسر کرمانشاهان در تصرف خسرو خان اردلان قرار می‌گیرد؛ و چون به طرف ملایر و تویسرکان و گزاز و فراهان و گلپایگان و … پیشروی می‌کند، جعفر خان زند به یاری ایل‌های (وند) به پیشگیری از او آمده با اینکه طایفه‌های باجلان و نانکلی خود را به قلب سپاه زده باعث هزیمت خسرو خان شدند اما عاقبت جعفر خان مغلوب گردید و روز پنج شنبه ۲۴ شهر شعبان ۱۲۰۰ ق خسرو خان اسیران سپاه زندیه و سایر گرفتاران را با جواهرات سلطنتی که از جعفر خان گرفته بود، به شهریار آقامحمدخان با عریضه چاکرانه فرستاد و به طرف کردستان در مراجعت آمد و آقا محمد خان فرمانی بر تحسین و تهنیت این فتح و تفویض ولایت سنقر و کلیایی به افتخار خسرو خان صادر نمود …. محمد شاه قاجار در مقابل طرفداران محمد حسین میرزای حشمت الدوله حکمران کرمانشاهان (کلهر و زنگنه) به تجدید حیات ایلی و تشکیلات سیاسی آن‌ها اقدام کرد. با استقرار دولتشاه، ایل بیگوند در تکرار تاریخ حماسه نهضت شاه اسماعیل صفویه را تجدید کردند و در نبرد با کهیا پاشا سردار عثمانی صفی خان و علی مراد خان کلیایی (فرزندش) با سواران ایل بیگوند و طایفه‌های ابوابجمعی آن‌ها که مقدمه الجیش بودند، کهیا پاشا را به اسارات درآوردند و فتح بغداد با خوانین موصوف و سواران آن‌ها و ایل‌های زنگنه و کلهر که در رکاب ظفر انتساب آن شاهزاده عالی مکان بوده‌اند واقع گردید.»

### قاجاریه
مطالب فوق برگرفته از کتاب شهریاران کرد و قول مشهور مورخین در باب تاریخ کلیایی و سنقر، از آغاز حکومت شاه اسماعیل صفوی تا عهد محمدشاه و ناصرالدین شاه قاجار است. در واقع علی همت خان و نصیر خان کلیایی با همراهی سایر ایل‌های غرب مرکزی نقش قابل توجهی در به قدرت رسیدن و تثبیت حکومت زندیان داشته‌اند. از آن پس نام فوج کلیایی بیشتر از پیش بر سر زبان‌ها می‌افتد، به گونه‌ای که در دوره قاجاریان، حرکات قابل توجهی از سوی فوج کلیایی در قالب ارتش ایران و در جریان جنگ‌های هرات و زد و خوردهای گاه‌وبیگاه ایران و عثمانی رخ می‌دهد. ازجمله خوانین مورد توجه دربار قاجار، علیمراد خان کلیایی بوده که ناصرالدین شاه فرمان ایل بیگی کلیایی را به او تفویض کرده بود.
در جریان جنگ هرات چون محمد یوسف میرزا به عنوان حاکم از سوی دولت ایران به سال ۱۲۷۲ هـ. ق در هرات به حکومت نشست، دوست محمد خان حاکم کابل و قندهار پس از دست یکی کردن با انگلیس قصد استیلا بر هرات داشت. محمد یوسف میرزا از حسام السلطنه حاکم خراسان یاری خواست ولی پس از رسیدن سپاه ایران محمد یوسف میرزا راه خیانت رفت. این بار حسام السلطنه، خود به هرات حرکت نمود و آن شهر را در محاصره گرفت. هرات از رمضان ۱۲۷۲ تا ۲۵ صفر ۱۲۷۳ در محاصره سپاه ایران بود و در این مدت با وجود تهدیدات انگلیس و کوشش‌های دوست محمد خان، حسام السلطنه از آنجا دست برنداشت تا عاقبت در ۲۰ صفر ۱۲۷۳ حصار مستحکم هرات گشوده شد. در این محاصره و تصرف، سواران کلیایی به فرماندهی اسدالله خان سرتیپ بیگوند شرکت داشتند، رضاقلی خان هدایت می‌نویسد: کلبعلی خان افشار با فوج کنگاور و نصرالله خان موسیوند کلیایی و فوج خدابنده لو از سمت برج فیل خانه به خدنگ دیدهٔ مور و مار می‌دوختند. بدین گونه سواران وطن دوست ایرانی و سرداران جان نثار آنان از شرق تا غرب و از شمال تا جنوب برای استقلال، سربلندی و تمامیت ارضی ایران اسب تاختند و شمشیر زدند، کشتند و کشته شدند و آرمانی جزء سربلندی وطن و سرکوبی خصم نداشتند.
بعد از استقرار مجدد حکومت مشروطه، اهالی رنجدیدة کلیایی از ظلم و بیدار و چپاول زندگی خود به دست فرمانفرما و ایادی او به جان آمده بودند. با توجه به هواداری مصلحتی فرمانفرمااز دولت مشروطه، عده‌ای از خوانین کلیایی (از جمله حسن پاشاخان، سردار اشرف و امیر امجد) در این برهه جبهه مخالف او را تقویت کرده و به پشتیبانی از سالارالدوله (مدعی حکومت و مخالف دولت مشروطه) قیام نمودند.
بعد از دفع سالارالدوله (نصرالله خان موسیوند در این جنگ و در باغ شاه ساوه کشته شد)توسط دولت مرکزی و هواداران آن‌ها (از جمله بختیاری‌ها)، جنگ‌های داخلی به علت اختلافات سران کلیایی، دامنگیر مردمان کلیایی شد. در یک سو امیر امجد و در مقابل او فتح السلطان فرهنگ و طرفداران آن‌ها قرار داشتند که این درگیری‌ها صدمات قابل توجه را در پی داشت و در پی آن، ورود فرهنگ و افراد و اهالی او به منطقه سنجابی با درگیری‌های ایل سنجابی و قوای روس مستقر در کرمانشاه مصادف می‌شود و رشادت‌های قابل توجهی از سوی فرهنگ و سواران او در سنجابی (در برابر قوای اشغالگر روس) آشکار می‌شود. در رثای این جنگاوری شعر زیر از شاعر محلی ناشناس به جای مانده: «وه ملهٔ چوتاو تا ملهٔ مئ کوش / ئاقه خان چری طاماز خان بوکوش/ ئاقه خانم روو طاماز خانم روو/ کاریل یه کایک فه ت سولطانم روو».

### جنگ جهانی اول
اردشیر کشاورز شرح دقیقی از شرایط ایل‌های غرب مرکزی ازجمله ایل کلیایی و اقدامات خوانین مطرح در مقطع زمانی جنگ اول جهانی ارائه می‌دهد: " حوالی پدیده جنگ جهانی اوّل و بعد از رخ داد جنگ که غرب کشور، کردستان و کرمانشاهان آماج تهاجم نیروهای روس تزاری قرار گرفت، در غرب کشور دوره‌ای به وجود آمد که در گذر عُمر تاریخ با عنوان دوره هرج و مرج یا عصر عشایری شناخته شده‌است. بنا به آنچه مستندات تاریخی حکایت دارد، با توجّه به حضور نیروهای بیگانه درگیر در جنگ، تعدادی از سران و سرداران عشایری یا در گروه هواداران روس و انگلیس و اقمار آنان با عنوان متفقین قرار گرفتند، یا همراه آلمان و عثمانی به عنوان کشورهای محور یا متحدین شدند؛ و لذا در آن برهه از زمان حَسَب ماه‌هایی از سال ۱۳۳۳ و ۱۳۴۴ هجری قمری عباس خان سردار رشید کردستانی و سنجرخان نرانی و همراهان آنان در حوالی روستاهای فقیه سلیمان با قوای روس به فرماندهی مامانوف وارد جنگ شده و ضربات سختی را بر نیروهای ژنرال روسی که در سنندج موضع گرفته و مستقر بودند وارد کردند. در کرمانشاهان نیز با ورود نمایندگان کمیته دفاع ملّی به کرمانشاه طرح تشکیل اردویی عشایری جهت مقابله احتمالی روس‌ها که در جبهه‌های قم و ساوه سرگرم جنگ‌های شدید و سخت با نیروهای ملی و محلی و ژاندارم بودند، مدّ نظر قرار گرفت و بر این اساس مقرر شد که به پشتیبانی از آلمان و عثمانی با تأمین سلاح کافی و تعلیمات صحیح و تعیین وجوه معاش جهت نیروهای عشایری، اردویی شکل گیرد که حداقل نفرات آن سه هزار نفر باشد و لذا رؤسای عشایر کرمانشاهان پذیرفتند تا نسبت تأمین سواران جنگجوی عشایری به این صورت اقدام نماید. ایل سنجابی ششصد سوار- کلهر ششصد سوار- گوران چهارصد سوار- کلیایی دویست سوار- احمدوند بهتویی پنجاه سوار و … و همچنین دویست و پنجاه پیاده از کرند آماده رویارویی گردیدند.
در چنان وضعیتی که روس‌ها آماده می‌شدند نیروهای ملّی را در جبهه‌های مختلف از سر راه خود برداشته و در نهایت به‌جهت محاصرهٔ چهارده هزار نیروی انگلیسی به فرماندهی ژنرال تاونشند در کوت العماره عازم آن منطقه شده و با ایده شکست نیروهای سرهنگ علی احسان بیگ، شهرهای غربی کشور را درنوردیده و پشت سر بگذارند، دچار این بیم و واهمه نیز بودند که مبادا در آن اوضاع و احوال قشون عثمانی و احیانا سربازان آلمانی از طریق کرمانشاه و همدان به مهاجرین پیوسته و به اتفاق عشایر ایرانی و قوای ژاندارمری و داوطلبان ملّی، محلی و عشایری عزم تهران کرده و نقشهٔ تسخیر پایتخت را به مرحله اجرا بگذارند. به هر روی جنگ بزرگ که روز به روز جهان آن روزگار را بیشتر از پیش به کام آتش خود فرومی بُرد و در آن وضعیت حاد و خطرناک اروپا و آسیا و بخشی از آفریقا به‌طورعملی درگیر جنگ رویاروی بود، آلمان هم بر آن بود با عبور از خاک ایران و ورود هیئت‌هایش به افغانستان و راهی شدن به شبه قاره هند، دامنه آتش جنگ را به آسیای مرکزی و آسیای میانه بکشاند تا شرق دور نیز از این لهیب آتش جنگ در امان نماند اما حایل تمامی مناطقی که ذکر شد، کشور ایران بود که کشور و دربار و شاه و مستوفی الممالک رئیس‌الوزرا آن همچنان پیرو سیاست بی‌طرفی اعلام شده در اوّلین سال شروع جنگ بودند.
آلمان برای شکستن بن‌بست ایجاد شده بر آن بود تا با اعزام هیئت‌ها و میسیونرهای سیاسی و نظامی در سراسر خاک کشور ایران زمینه یک قیام ملّی و شورش عمومی را در تمام نقاط کشور ایران پدیدآورند و در راس چنین ایده و اندیشه‌ای آتاشه میلی تر یا وابسته نظامی سفارت آلمان در ایران شخصی به نام (کُنت کانی تس) بود که به انجام اقداماتی عمومی در سطح ولایات و ایالات ایران و ایل‌ها و عشایر دست زد و امیدش به نیروهای عشایری بود که تحت امر رؤسای ایل‌ها و عشایر فراهم آورده بود. او خوب هم می‌دانست با توجّه به دور بودن نیروهای آلمانی از جبهه‌های جنگ غرب کشور، امیدی به وصول جنگ‌افزارهای آلمانی تا پیش از رسیدن به سال ۱۹۱۶میلادی نیست و بر این اساس مصمم بود با همین آمادگی ضرباتی ناگهانی را به روس‌ها وارد کرده تا شاید مانع از تهاجم و یورش روس‌ها شود، امّا خواندیم که روسیان بخش‌هایی از کشور ایران را آماج تهاجم و تصرف خود قرار داده بودند. «کانی تس» توسط نیروهای عشایری که در غرب کشور فراهم آورده بود، در زمستان سال ۱۳۳۴ هجری قمری گذرگاه‌های شمالی را تحت نفوذ قرار داد و ضمن سازمان دهی و آموزش نیروهای ایرانی در پشت جبهه، هیئت‌هایی را به میان عشایر کرمانشاهان و کردستان اعزام کرد.
در کرمانشاهان در راس ایل کلهر سلیمان خان امیراعظم و عباس خان امیر معظم پسر و نوهٔ داوود خان کلهر و پسران شیر محمدخان صمصام الممالک سنجابی، قاسم خان سردار ناصر، علی اکبر خان سردار مقتدر و حسین خان سالار ظفر سنجابی از موفقیت اجتماعی و عشایری برتری برخوردار بودند. در منطقه کلیایی حسینقلی خان امیرامجد کلیایی و امان‌الله خان فتح‌السلطان و دیگرانی حضور داشتند که در دسته‌بندی‌های پشتیبانی از متفقین و متحدین وارد شده بودند، ازجمله سلیمان خان امیر اعظم کلهر از روس و انگلیس و عباس خان امیر معظم از آلمان و عثمانی طرفداری می‌کردند، پسران شیرخان سنجابی هوادار آلمان و عثمانی بودند و به‌طوراساسی عشایر سنجابی تنها ایلی بودند که به صورت متحد و یکپارچه از آلمان و عثمانی پشتیبانی می‌کردند و در این راه سختی‌ها و مصایب بسیاری دیدند.
در منطقه سنقر و کلیایی، امیر امجد، هواخواه روس و انگلیس و فتح‌السلطان طرفدار آلمان و عثمانی بودند و … بر این مبنا و جهاتی دیگر کفهٔ قدرت در ناحیه غرب کشور به نفع آلمان و عثمانی می‌چربید. اول اینکه کرمانشاهان و کردستان از ابتدای جنگ به صورت منطقه نفوذ آلمانی‌ها درآمده بود و عامل آن نیز مسیو شونمان کنسول آلمان در اراک بود که محل سازمانی خود را ترک کرده و در کرمانشاه اقامت گزیده بود و همو بود که ترتیب ورود سلاح‌های آلمانی را از خطوط شمن دفرهای مرزی کشور ایران و خاک بین‌النهرین که در گسترهٔ ارضی امپراتوری عثمانی قرار داشت داده بود. این سلاح‌ها بعد از تخلیه با چهارپایان به داخل خاک ایران حمل و در کاروان سراهای قصرشیرین ازجمله کاروان سرای هارون یهودی، انبار می‌شد تا در زمان مقتضی بین افراد عشایری تقسیم شود. چنین اقدامی از جانب شونمان آلمانی، مضاعف بر دیگر اقدامات وی در غرب کشور شمرده می‌شد که ازجمله می‌توان به ریشه کن کردن کلیّه عوامل اختلافی در منطقه و در نهایت بیرون کردن کنسول‌های روس و انگلیس از کرمانشاه و همدان از محل‌های آنان بود اشاره کرد، مضاف بر این موارد، ورود عثمانی‌ها و استقرار قشون آن‌ها در نواحی غرب کشور ایران، عامل دیگری بود که موقعیت مأموران آلمانی و طرفداران سیاست آلمان را تقویت می‌کرد و لذا چنین عواملی موجب گردید، تا آلمان‌ها صفحات غرب کشور را به عنوان مناسب‌ترین پایگاه سیاسی و نظامی خود برگزینند و در اجرای اقدامات سیاسی و نظامی مشترک ملّیون ایرانی و عوامل آلمانی، کردستان و کرمانشاهان به صورت کلی، منطقه‌ای شمرده شد که به موجب آن مأموران آلمانی وظیفه یافتند با همکاری کمیته دفاع ملّی و قوای ژاندارمری و نیروهای عشایری، منطقه را از وجود کلّیه عناصر غیر مطمئن پاک و سازمان‌های حساس را تحت کنترل خود درآورند".
در نهایت، شرایط جنگ جهانی اول به سود طرفداران قوای محور (آلمان و …) نبوده و فرهنگ تحت نظر روس‌ها در کرمانشاه ساکن می‌شود. اما تلگراف زیر نگرانی حاکم کرمانشاه را از گسستن امورات عشایری با ادامه ماندن فرهنگ در کرمانشاه نشان می‌دهد. در نهایت فرهنگ با وساطت روحانیون ذی نفوظ به منطقه بر می‌گردد.
تلگراف حکومت کرمانشاه به وزارت داخله نمره ۲۹۲، ۱۱ شعبان ۱۳۳۵. راجع به ارتفاع محظورات خارجی و استحلاض فتح السلطان شرح مبسوطی به جناب ژنرال پاوانف فرمانده کل قشون دولت بهیه روس نوشته و مراتب را بعد به عرض حضور مبارک تقدیم خواهد داشت ولی اجمالا عرض می‌کنم معاملات نظام انا فانا و مأمورین خارجه خیلی شدید و وخیم است و می‌ترسم عاقبت اسباب زحمت بزرگی فراهم شده رشته امورات عشایری از هم گسیخته گردد.

### اواخر دهه ۲۰ شمسی
در جریان وقایع اواخر دهه بیست و اوایل دهه سی هجری شمسی خواننین کلیایی رویکردهای متفاوتی داشتند. خوانین مهم همچون فرهنگ در ظاهر، درگیر جریانات سیاسی نشدند اما افرادی همچون تورج حیدری بیگوند، سیروس خان و علی اوسط خان امجدی رویه متفاوت و جانبدارانه از جریانات آزادی‌خواهی کشور در پیش می‌گیرند.
ماوقع را منصور یاقوتی این‌گونه بیان می‌کند: «علی اوسط خان امجدی مالک روستای میدان بود که من آموزگارآنجا بودم. چه مالکی؟ حتی اتاقی از خود نداشت که در آن بخوابد. بزرگمردی بود که نظیرش در هر قرنی کم پیدا می‌شود. با روی کارآمدن دولت مصدق داوطلبانه تمام زمین‌هایش را بین روستائیان میدان تقسیم کرده بود. روستائیان میدان یک چِمچَه دوغ به اوندادند! نه به او، به هیچ‌کس! تورج حیدری بیگوند یکی دیگر از خوانین کلیایی است که در تاریخ معاصر وجنبش چپ و برابری خواه نامی بسیار آشناست. تورج از امیران و بزرگان ایل خود بود. نمی‌توانست از یک جریان دنباله روی کند. اوخود، لیدر بود. اگر به دنباله روی می‌افتاد ایل رهبری او را کنار می‌زد. من دانش آموز دبیرستان بودم که از دهان مادرم شنیدم که «سیروس خان» ازهواپیما پیاده نشده، مأموران ساواک او را دستگیرکرده وزیرشکنجه به قتل رسانده‌اند.
نخستین شمارهٔ جریده «باختریان» در مورد آزادی انتخابات و اقدامات آزادی خواهانه دولت ملی محمد مصدق و تشریح مسایل سیاسی پرداخته‌است. فتاح خان امیری کلیایی در مقالات خود بزرگترین خدمات خود را آگاهانیدن مردم از نیکی‌ها و بدی‌ها و پیش‌آمدهای جهان و ایران و تشویق خادمین و میهن پرستان و نیز تشریح اوقات رقّت بار زندگی کشاورزان در آن زمان دانسته. یکی از نکات مهم و بدیع «باختریان» قیمت آن بود که برای کشاورزان، کارگران و فرهنگیان نصف بها بود. این روزنامه علاوه بر درج اخبارسیاسی، اجتماعی کرمانشاه اقدام به نشر اخبار و تفسیر متعدد سیاسی ایران و جهان نموده و در ادامه پشتیبانی ازاقدام دولت وقت (محمد مصدق) به تبلیغ خریداوراق قرضه پرداخت». کودتا که می‌شود فتاح خان زندگی در روستا را ترک کرده و اختیار زمین و ملک را به خان سرکوبگر و دیکتاتوری می‌دهد که به طرفداری از کودتا به هواداران حزب توده درروستای «هفت آشیان» حمله می‌کند. روستائیان که پیرو راه علی اوسط خان امجدی بوده‌اند، با داس‌های بلند که «کران توی» گفته می‌شود و با بیل و چوب با چماقداران هوادار شاه و کودتا درگیر می‌شوند. خان دیکتاتور با اراذل و اوباش خود مقاومت روستائیان طرفدار محمد مصدق را درهم می‌شکند. در واقع خان‌های کلیایی هم مثل شب و روز، تفنگ وپرنده، آزادی واستبداد، دروغ و راستی، نیکی وبدی دنیاهای متفاوتی داشتند.»

## نامداران
- علی همت خان بیگوند کلیایی (نقش قابل توجه در حکومت زندیان و مورد احترام ایل زند؛و از اصلی ترین حامیان لطفعلی خان زند و حاکم کازرون در زمان جعفرخان زند پدر لطفعلی خان زند منبع نامی ۱۳۶۸ محمدعلی سلطانی ۱۳۷۲ صفحه ۹۱۹ در نهایت در عهد باباخان فتحعلی شاه به گلوله توپ کشته شد)[۱]
- کریم خان رستمی موسیوند فخر السطان
- حسن پاشا خان بیگوند قبادی امیر تومان
- حاجعلی خان رستمی موسیوند سالار ارشد
- علیمراد خان بیگوند کلیایی (نقش چشمگیر در جنگ هرات)
- منصور یاقوتی، نویسنده و منتقد ادبی
- لاری کرمانشاهی، شاعر و نویسنده
- هرمز گرجی‌بیانی
- محمد رحیم خان رستمی موسیوند
- علی اشرف خان موسیوند
- محمد علی خان موسیوند
- میرزا شفیع کلیایی (شاعر دوره قاجار)
- امان‌الله خان فرهنگ (از جمله خوانین مطرح در مقابله با افواج روس حاضر در منطقه کرمانشاهان)
- حسینقلی خان امیر امجد
- امامقلی خان بیگوند سردار اشرف
- فتحعلی خان رستمی موسیوند
- مصطفی قلی خان رستمی
- محمد خان رستمی
- کتابعلی خان رستمی
- علی‌اکبر خان امجدی
- پرویز خان فرهنگ بیگوند
- سالارخان قبادی بیگوند
- هوشنگ خان امجدی بیگوند
- کدخدا احمد نظری کشکمیری(از بزرگان سازش و بزرگ منشی منطقه کلیایی و بیلوار)
- ملک حسین خان کلیایی شاعر برجسته روستای گدار پهن کلیایی
- قلیچ خان بیگوند گوران
- صفی خان بیگوند
- کریم خان قبادی بیگوند گردکانه
- نصیرخان بیگوند کلیایی سردار عهدزندیه وبرادرعلی همت خان بیگوند کلیایی
- حسین خان بیگوند کلیایی سردار عهدزدیه وپسر علی همت خان بیگوند کلیایی
- اسداله خان سرتیپ بیگوند کلیایی وجد خاندان فرهنگ
- حیدرعلی خان سرتیپ بیگوند وپسر اسداله خان سرتیپ بیگوند
- علی اصغرخان یاوری بیگوند ملقب به مسعودالسلطنه
- عبدالحمیدخان بیگوند ملقب به اقبال لشگر
- صحبت اله خان سرتیپ بیگوند کلیایی
- صیفورخان بیگوند کلیایی
- محمدنصیرخان یاوری بیگوند ملقب به خان باباخان
- اقاخان بیگوند بیگلر بیگی